# ایستگاه راه‌آهن قرچک
عاح راه‌آهن قرچک در قرچک، استان تهران واقع شده‌است. این ایستگاه تحت مالکیت شرکت راه‌آهن جمهوری اسلامی ایران قرار دارد.